# Aktív Rádió
Az Aktív Rádió egy Szolnok, Karcag és Tiszakécske környékén fogható rádióadó. A rádió a térség leghallgatottabb rádiójának tudhatja magát.

## Vételi lehetőségek
- Szolnok – 92,2 MHz
- Tiszakécske – 102,2 MHz
- Karcag – 93,8 MHz (önálló műsor)

## A rádióról
Az Aktív Rádió 1995-ben indult el helyi rádióként Szolnokon az FM 92,2 MHz-es frekvencián, az első időszakban 12:00-20:00 közötti műsoridőben. A rádió a sikeres pályázat után 1999. március 7-e óta folyamatos 24 órás műsort állít elő és sugároz hallgatóinak.
A műsorstruktúrára jellemző, hogy 06:00-tól este 19-23 óráig élő műsorral, óránként, illetve a reggeli műsorban (amely a Vekker címet viseli) félóránként helyi híreket és információkat mondanak játékokkal, és az itt élő embereket érdeklő és érintő rövid magazinműsorok szerepelnek a kínálatban.
Mindezen kívül, a rádió „aktív” módon hozzájárul számos rendezvény lebonyolításához, a megyeszékhelyen tartott közéleti események szinte mindegyikén jelen van, több rendezvényről élőben közvetít, hozzájárulva azok sikeréhez.
A rádió formátuma Hot AC, az elmúlt 30 év legjobb slágereiből válogatva nyújt átfogó zenei kínálatot a fiatal és az idősebb korosztály számára egyaránt.
A műsorvezetők és a hírszerkesztők munkájukat régóta végző, tapasztalt rádiósok. 
A rádió tevékenységét – hallgatóik visszajelzései mellett – az elmúlt években a városi és a megyei önkormányzat is Sajtó Díjjal ismerte el, több szervezet és intézmény ugyancsak díjazta műsorait.
A rádió célja olyan zenei és információs kínálat megteremtése, amely optimális környezetet teremt a rádióban hirdetések, felhívások elhelyezésére, vagyis az „üzeneteket” a lehető leghatékonyabban kívánják eljuttatni hallgatóihoz.